# Недоношенный ребёнок
Недоношенный ребёнок — ребёнок, родившийся при сроке менее 37 полных недель, то есть до 260 дня беременности.
Недоношенный ребёнок требует пристального внимания, так как в процессе его выхаживания нередко возникает ряд проблем. Прежде всего это относится к детям, родившимся с массой тела менее 2500 г при любом сроке беременности («глубоконедоношенные», с очень низкой массой тела) и, особенно менее 1000 г («экстремально недоношенные», с экстремально низкой массой тела). Следует помнить, что разделение на степени недоношенности с учётом весовых параметров не всегда соответствует истинному концептуальному возрасту ребёнка. Данный способ классификации используется для стандартизации лечения и наблюдения, для нужд статистики. В практике, помимо этого, необходимо учитывать более широкий спектр позиций для оценки действительного возраста ребёнка.

## Причины преждевременных родов
Частота преждевременных родов вариабельна, однако в большинстве развитых стран в последние десятилетия достаточно стабильна и составляет 5—10 % от числа родившихся детей.
Причины недонашивания можно разделить на три большие группы:
1. Социально-экономические и демографические. Отсутствие или недостаточность медицинской помощи, плохое питание беременной женщины, профессиональные вредности (работа на конвейере, наличие физических нагрузок, положение стоя большую часть рабочего дня), вредные привычки, нежелательная беременность и т. д.
2. Социально-биологические. Преждевременные роды чаще встречаются у первородящих женщин в возрасте до 18 и старше 30 лет, при возрасте отца более 50 лет. Имеет значение акушерский анамнез: искусственное прерывание беременности (особенно криминальное или протекавшее с осложнениями), беременность, наступившая вскоре после родов (менее 2—3 лет).
3. Клинические. Наличие у беременной хронических соматических, гинекологических, эндокринологических заболеваний. Патология беременности: поздний гестоз, острые инфекционные заболевания, перенесённые во время беременности, оперативные вмешательства, физические травмы (особенно живота).

Патология новорождённого: внутриутробные инфекции, пороки развития, хромосомные аномалии.
Выживаемость недоношенных детей непосредственно зависит от срока гестации и массы тела при рождении. Группа детей с массой тела менее 1500 г и ниже (менее 30-31 недели гестаций) составляет менее 1 % от живорождённых, но 70 % случаев смерти новорождённых детей.
Такие дети за счёт укороченного периода пребывания в утробе матери не успели достаточно подготовиться к условиям внеутробного существования, недостаточно накопили запасов питательных веществ.

## Основные симптомы преждевременных родов
Преждевременные роды являются следствием ряда проблем и им, как правило, предшествуют выраженные симптомы, а именно регулярные схватки с частотой 4 и более сокращений в час, которые в отличие от ложных схваток сопровождаются резкими болями, как при настоящих родах и раскрытием шейки матки. Если схватки ещё не начались, но у беременной есть кровяные выделения умеренного и обильного характера, а также сильное давление в области таза, брюшной полости или боль в спине, это тоже может указывать на предстоящие роды, но на данном этапе врачи ещё могут предотвратить начало родов, если шейка матки не начала раскрываться. Также причиной недоношенности может стать разрыв плодного мешка, что приводит к отхождению околоплодных вод или проникновение вирусной инфекции в матку, представляющую угрозу для плода и матери, в таких случаях преждевременные роды необходимо проводить как можно скорее, чтобы сохранить жизнь ребёнку. Иногда шейка матки может раскрываться без сопровождающихся болей, в таком случае преждевременные роды наступают внезапно и бессимптомно.
Для избегания угрозы преждевременных родов, женщине при обследовании проводят мониторинг шейки матки и сокращения матки, чтобы при выявлении каких-либо отклонений, способных потенциально вызвать преждевременные роды, провести профилактические меры.

## Жизнеспособность плода
Способность ребёнка выжить после рождения напрямую зависит от того, сколько недель он развивался в утробе матери, ещё будучи плодом, и насколько его органы развиты, чтобы поддерживать жизнь плода вне матки. Не существует чёткой планки, определяющей, с какого момента плод сможет выжить после рождения, так как плод с низким весом, испытывающий трудности с ростом и развитием из-за осложнений беременности и ведения нездорового образа жизни матери, заведомо имеет меньше шансов выжить самостоятельно. Однако по статистике с 2003 по 2005 год, дети, 20—35 % из родившихся на сроке 23 недели беременности при должном врачебном уходе выживали. Если роды происходили на 24 и 25 неделе, то выживаемость составляла 50—70 %, а на 26 и 27 неделях — свыше 90 %. Таким образом порогом выживаемости плода принято считать 22 недели, с начала которого шанс выживаемости повышается на 3-4 % с каждым следующим днём и 2-3 % с каждым днём после 24 недели. После 26 недель жизнеспособность плода при врачебном уходе считается уже высокой.
На 2017 год самый ранний недоношенный и полностью здоровый ребёнок — двухлетняя девочка, родившаяся в 2015 году на сроке 21 неделя и 4 дня. До этого наиболее ранними недоношенными и выжившими детьми за историю наблюдений считались Джеймс Элгин Джилл, родившийся в Оттаве, Канаде 20 мая 1987 года на 21 неделе и пятом дне, и Амилия Тейлор, родившаяся 24 октября 2006 года во Флориде на 21 неделе и шестом дне. При рождении рост Тейлор составлял лишь 22,86 см, а вес — 283 грамма, из-за чего девочка страдала от нарушения работы пищеварительной системы, имела проблемы с дыханием и пережила мозговое кровоизлияние. Тейлор была выписана из больницы в феврале 2007 года. По состоянию на 2013 год девочка была ниже сверстников, имела нарушенные пропорции тела и имела отставание в умственном развитии.
Самый ранний гестационный возраст, при котором шанс ребёнка выжить составляет 50 %, называется пределом жизнеспособности, исходя из которого врачи-акушеры, как правило, предпринимают меры по сохранению жизни ребёнка. В 2006 году он был равен 24 неделям, однако в истории наблюдений были задокументированы случаи, когда дети выживали и на 22 неделе. Однако подобные данные нельзя рассматривать как точные, так как в некоторых случаях из-за задержки роста плода врачи могут ошибочно принять этот срок за более ранний. Вопрос об оказании помощи детям, родившимся до 24 недели, был дискуссионным вопросом. Одни специалисты придерживаются мнения, что каждый ребёнок, способный дышать после рождения, имеет право на жизнь, а значит, и на врачебный уход. Их противники сетуют на то, что, даже если ребёнок — с гестационным возрастом ниже 24 недель и выживет, то процесс инвалидизации будет настолько сильным, что он будет обречён в будущем на тяжёлые психические и физические отклонения и значит, пытаться сохранить этим детям жизнь с этической точки зрения менее гуманно. Также способность к выживанию плода становилась источником полемики с противниками абортов, которые в некоторых странах позволяют делать до 24 недель.
В дальнейшем эти нормы были пересмотрены. В России в 2020 году ребёнок считается рождённым (не выкидышем) на сроке с 22 недель, если его масса тела — 500 г или больше, или длина тела (рост) — 25 см или больше. Если ребёнок попадает в эти критерии, врач обязан поместить его в реанимацию. Также возможна ситуация, когда врач принимает решение проводить реанимацию при более низких показателях, в таком случае рождённым считается ребёнок, проживший 168 часов. Однако в рекомендациях ВОЗ вообще нет строгих критериев для определения живорождения. В США и Великобритании критерием оказания реанимационной помощи является прогноз выживаемости. Для детей, рождённых до 22 недели, из-за плохого прогноза рекомендуют не начинать реанимацию, при этом последнее слово — за родителями. На более позднем сроке вопрос спасения жизни новорождённого также обсуждается с родителями, согласны ли они идти на риск серьёзных нарушений развития нервной системы.
Российские критерии признания ребёнка недоношенным или выкидышем являются результатом указания в российском законе международных параметров, рекомендованных ВОЗ для унификации статистических данных.

Таблица, показывающая перинатальное развитие плода и его степень жизнеспособности по неделям

| Недели            | 22  | 23   | 24   | 25   |
| Шанс выживаемости | 6 % | 26 % | 55 % | 72 % |

## Уход за недоношенным ребёнком
Группа маловесных детей особенно зависит от воздействия внешних факторов. Они требуют специальных условий выхаживания, для того, чтобы добиться не только их выживания, но и благоприятного дальнейшего развития.

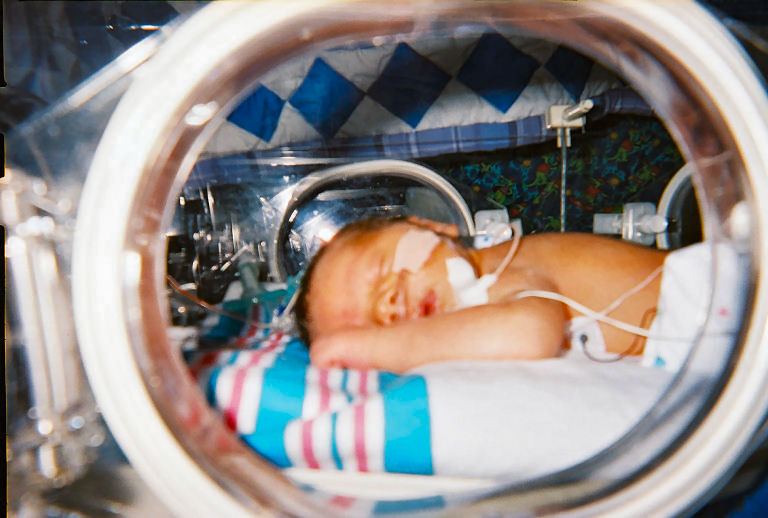
Новорождённый в кувезе

Одним из самых важных условий выхаживания недоношенных детей является оптимальный температурный режим и влажность окружающей среды. Сразу после рождения ребёнка необходимо поместить в среду с температурой воздуха от 34 до 36,5 градусов (чем меньше масса ребёнка, тем выше температура) и влажностью более 70 %. К концу месяца температуру постепенно снижают до 32 градусов.
Для соблюдения всех этих условий недоношенного ребёнка необходимо поместить в кувез (инкубатор для выхаживания новорождённых), куда обычно помещают детей с массой до 1500 г. Современные инкубаторы имеют двойные стенки, тепловую завесу во избежание потери тепла при открытии дверок инкубатора, встроенные весы, монитор концентрации кислорода, отдельные модели оснащаются веб-камерами. Оптимальный вариант — инкубатор-трансформер, который может использоваться и как инкубатор, и как реанимационный стол. Также тепловой режим можно поддерживать с помощью источников лучистого тепла, которые размещаются над пеленальным столом, либо матрасиков с подогревом при нахождении ребёнка в кроватке.
Особо стоит сказать о вскармливании недоношенных детей. Для этой категории пациентов разработаны специальные адаптированные смеси, так называемые преформулы. В последнее время уделяется большое внимание обогатителям (фортификаторам) грудного молока, которыми обогащают нативное грудное молоко. Детям, родившимся до 33—34 недели гестации, как правило, вскармливание проводят через зонд, введённый в желудок, каждые 3 часа.
Помимо этого необходимы мониторы слежения за жизненно важными функциями организма, инфузоматы, лампы/матрасики фототерапии, специализированное лабораторное оборудование.
В СССР первое отделение реанимации для недоношенных детей было открыто в 1975 году в Детской объединённой больнице № 10 Свердловского РЗо г. Москвы (ныне Городская больница № 8. В настоящее время практически во всех регионах России построены современные перинатальные центры, в которых имеется самая современная медицинская аппаратура для выхаживания недоношенных детей.
Всемирная организация здравоохранения рекомендует использование метода кенгуру — контакта кожи к коже с матерью сразу после рождения недоношенного ребёнка.

## Последствия для ребёнка

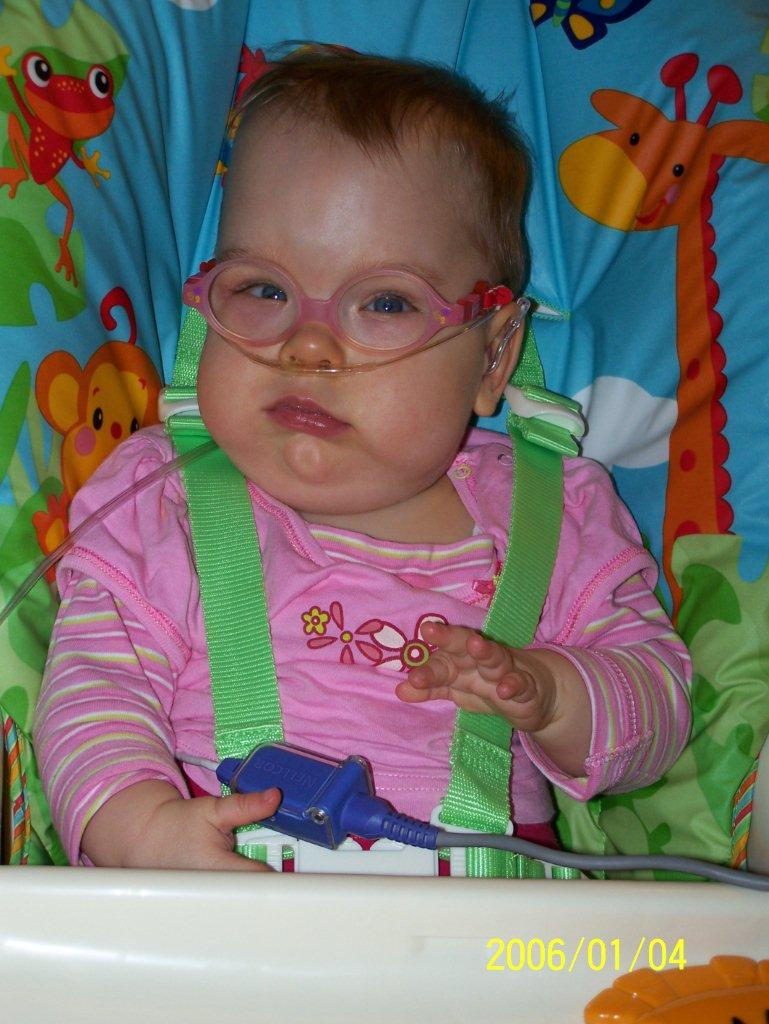
Последствия экстремальной недоношенности. Данная девочка страдает от серьёзных нарушений зрения, слуха и дыхания

Любая недоношенность негативно сказывается на дальнейшем развитии ребёнка, но зависит напрямую от того, насколько ребёнок родился недоношенным: ребёнок, родившийся на 25 неделе, имеет многократно бо́льшие шансы стать инвалидом, чем 35-недельный. Но у всех детей, появившихся раньше срока, многократно повышен риск младенческой смертности в течение первого года жизни, а риск перинатальной смертности повышен многократно. В результате каждый год по всему миру умирает 500 000 младенцев, что составляет 10 % от всех перинатальных смертей. В странах с развитой медициной недоношенность становится причиной 25 % всех младенческих смертей.
Несмотря на то, что после 22-й недели шансы ребёнка выжить быстро повышаются и достигают 80 % к 25 неделе, дети, родившиеся на 7-м месяце беременности, крайне редко развиваются нормально, без заболеваний и отклонений. Последствия если и проходят, то не раньше подросткового возраста. Учёные вели подробное наблюдение за детьми до 6 лет, родившимися между 22 и 25 неделями, и выявили, что 46 % из них имели инвалидность от средней и тяжёлой степени, в частности, дети страдали детским церебральным параличом, проблемами со зрением, слухом, и отставали в умственном развитии от своих сверстников. Другие 34 % имели инвалидность лёгкой степени, а остальным 20 % инвалидность не была установлена. Большинство таких недоношенных детей получило повреждения мозга той или иной тяжести, а последствия недоношенности могли проявляться через годы после рождения. Длительные исследования выявили, что человек, родившийся преждевременно, имеет высокий риск иметь ДЦП, умственную отсталость, расстройства психологического развития, поведения и эмоций, нарушения зрения, слуха и эпилепсию. Экстремально недоношенные дети могут страдать диспропорцией частей тела (преобладание мозгового отдела черепа над лицевым, наличие мягких костей и ушной раковины, выраженное пучеглазие, родничок у недоношенных очень долго не зарастает). Также недоношенных сопровождает проблема с развитием подкожно-жирового слоя, из-за чего такие дети быстро замерзают и перегреваются, а также страдают от недоразвития лёгких из-за недостатка гормона сурфактанта при рождении и плохой работы печени, проявляющейся ядерной желтухой. Помимо этого, недоношенные дети подвержены повышенному риску инфицирования.
Тесты на IQ показали, что 41 % детей, родившихся на 7-м месяце беременности, имели худшие показатели по сравнению с их здоровыми сверстниками и имели проблемы с обучением. С другой стороны, люди, появившееся на свет преждевременно, почти так же часто поступают в средние и высшие учебные учреждения, как и их здоровые сверстники. При этом ранние преждевременные роды могут негативно влиять на переходный возраст и повысить шанс подростковой депрессии, так как у таких детей может замедляться процесс миелинизации лобной доли мозга, отвечающей за мотивацию, удовлетворение, кратковременную память и зрение.
Исследования подростков, родившихся недоношенными, показали аномалии в мозговом развитии, а именно недостаток серого вещества в височном отделе мозга и мозжечке. Такие люди, рождённые экстремально недоношенными, вероятно, на протяжении остальной жизни будут требовать помощи физиотерапевтов, трудотерапевтов и логопедов. Такие люди, будучи взрослыми, могут страдать от генитального инфантилизма; у женщин нарушен менструальный цикл и имеются проблемы с зачатием. Также проведённые статистические исследования среди 4,4 миллиона жителей Великобритании показали, что взрослые и подростки, родившееся недоношенными (до 32 недели) в среднем на 30 % реже находят романтического/секс-партнёра и в 2,3 раза чаще остаются девственниками. Среди причин объясняется задержка в развитии и психическом здоровье, что в итоге приводит к тенденции большей скромности и застенчивости среди этих людей. Взрослые, родившиеся крайне недоношенными (до 28 недели), в 22 раза реже становятся родителями и в среднем в 3,2 раза реже занимаются сексом, чем взрослые, родившееся доношенными.